# Lapeyrouse-Fossat
Lapeyrouse-Fossat är en kommun i departementet Haute-Garonne i regionen Occitanien i södra Frankrike. Kommunen ligger i kantonen Montastruc-la-Conseillère som tillhör arrondissementet Toulouse. År 2022 hade Lapeyrouse-Fossat 2 983 invånare.

## Befolkningsutveckling
Antalet invånare i kommunen Lapeyrouse-Fossat
Referens:INSEE